# Солуки (мінеральна вода)
Солуки — мінеральна вода відома в Львівській області та за її межами. Отримала свою назву на честь родовища в однойменному селищі Солуки в Україні (7 км від Львова).

Мінеральна вода «Солуки» середньої мінералізації 3-5 г / дм ³ видобувається з глибини 90 м. Речовини, які знаходяться в природних водах у розчиненому стані, визначають, в основному, хімічні властивості води. За складом вода характеризується як: сульфатно-хлоридна, хлоридно-сульфатна кальцієво-натрієва вода без біологічно активних компонентів.

## Коротка характеристика
| Назва                    | Вода мінеральна природна лікувально-столова                |
| Традиційна назва         | Солуки                                                     |
| Склад                    | сульфатно-хлоридна, хлоридно-сульфатна, кальцієво-натриєва |
| Мінералізація            | середня 3-5 г/дм³                                          |
| Присмак                  | слабосолонувата                                            |
| Місцезнаходження джерела | Україна, Львівська область, Яворівський р-н, с. Солуки     |
| Глибина свердловини      | 90 м                                                       |
| Свердловина              | № 11-41-Р                                                  |
| Умови зберігання         | 5 — 20 °C                                                  |
| ДСТУ                     | 878-93 «Води мінеральні питні. Технічні умови»             |

## Історія відкриття джерела
У Яворівському районі в селищі Солуки на перетині двох річок Стара і Домажир, з 1959 року починається історія мінеральних вод «Солуки».

За рік до цього проводилися гідрогеологічні дослідження з метою забезпечення ресурсів питної води для Львова. У рамках цього дослідження в 1959 році було відкрито джерело мінеральної води в місцевості Солуки. Тут видобувають два типи мінеральної води: воду слабкої мінералізації і лікувальну мінеральну воду.

Вода з джерел Солуки бере своє походження з опадів в області Волинсько-Подільської височини. Завдяки інфільтрації і проходженню через місцеві гірські породи, що походять з неогену і верхньої крейди, вода вилуговує розчинні речовини і отримує свій особливий смак та властивості.

## Історія заводу
Великою радістю жителів Яворівського району стало будівництво в 1973 р. Заводу продовольчих товарів «Солуки», так як, зрозуміло, передбачалося створення нових робочих місць для жителів регіону. Площа земельної ділянки складає — 4 га. Виробництво має 12 свердловин мінеральної води і 2 прісної. З них у робочому стані і активно експлуатувалися 4.
Мінеральна вода «Солуки» стала широко відомою завдяки своїм лікувальним властивостям спочатку на території Західної (Карпатської частини) України, далі в усій Україні, і пізніше в країнах СНД. Цілі покоління українців вживали воду «Солуки» разом з іншими відомими мінеральними водами Україна (Трускавецька, Моршинська) для профілактики і лікування захворювань шлунково-кишкового тракту, а також для підвищення імунітету і нормалізації обміну речовин.
Проте з розпадом Радянського Союзу, як і скрізь, виробничі зв'язки були розірвані, виробництво припинено.
Майже через десятиліття завод був викуплений іноземним інвестором, виробничі лінії були переобладнані за сучасними стандартами розливу води.

## Хімічний склад води
«Солуки» — це сульфатно-хлоридна, кальцієво-натрієва слабосолона лікувальна вода.
Склад:
```
  Na K  700-1000 мг/дм³
  Ca²   100-400  мг/дм³;
  Mg²      <150  мг/дм³;
  Clˉ   600-1200 мг/дм³;
  SOˉ²  800-1400 мг/дм³;
  HCOˉ³ 200-600  мг/дм³
```

```
  Загальна мінералізація: 3,0-5,0 г/дм³
```

|          | Зміст                    |
| Стронцій | не більше 150 мг / дм ³  |
| Хром     | не більше 0,5 мг / дм ³  |
| Цинк     | не більше 5.0 мг / дм ³  |
| Свинець  | не більше 0,1 мг / дм ³  |
| Ртуть    | не більше 0,02 мг / дм ³ |
| Селен    | не більше 0,05 мг / дм ³ |
| Ванадій  | не більше 0,4 мг / дм ³  |
| Мідь     | не більше 1,0 мг / дм ³  |
| Фтор     | не більше 10 мг / дм ³   |

З медичного (бальнеологічного) висновку Українського науково-дослідного інституту медичної реабілітації та курортології.

## Показання до застосування
Вміст у воді специфічних елементів у значній кількості справляє активний фізіологічний вплив на організм людини.
Унікальні сполуки солей та мікроелементів дозволяють лікувати:
- Хронічні захворювання печінки,
- Жовчовивідних шляхів,
- Холецистити,
- Гепатити,
- Гастрити,
- Виразку шлунка,
- Нормалізують функції шлунка і кишки,
- Лікують хронічні панкреатити,
- Хронічні захворювання нирок і сечовивідних шляхів.

Сульфатний іон діє на перистальтику кишок, впливає на жовчовивідну і жовчотворчу функції печінки, при цьому іони хлору підсилюють дію присутніх сульфат-іонів. Біологічна роль іонів хлору в мінеральній воді полягає у підтримці функцій нирок, а також у підтримці осмотичної рівноваги організму. Натрій є одним з основних катіонів мінеральних вод і грає важливу роль в регулюванні водно-сольового обміну [Архівовано 12 лютого 2010 у Wayback Machine.].